# Wonsaponatime
Wonsaponatime är ett samlingsalbum från 1998 av demos, alternativa tagningar och icke tidigare utgivna låtar av John Lennon och anses vara höjdpunkterna från John Lennon Anthology. 

## Låtlista
Alla låtar är skrivna av John Lennon där inget annat namn anges
1. "I'm Losing You" – 3:56
2. "Working Class Hero" – 3:58
3. "God" – 3:16
4. "How Do You Sleep?" – 5:00
5. "Imagine" – 3:05
6. "Baby Please Don't Go" (Walter Ward) – 4:04
7. "Oh My Love" (John Lennon/Yoko Ono) – 2:43
8. "God Save Oz" (John Lennon/Yoko Ono) – 3:20
9. "I Found Out" – 3:47
10. "Woman Is the Nigger of the World" – 5:14 Live
11. "'A Kiss Is Just A Kiss'" (Herman Hupfield) – 0:11
12. "Be-Bop-A-Lula" (Gene Vincent/T. Davis) – 2:40
13. "Rip It Up/Reddy Teddy" (Blackwell/Marascalo) – 2:26
14. "What You Got" – 1:14
15. "Nobody Loves You When You're Down And Out" – 5:02
16. "I Don't Wanna Face It" – 3:31
17. "Real Love" – 4:07
18. "Only You" (Buck Ram/Ande Rand) – 3:24
19. "Grow Old With Me" – 3:18
20. "Sean's "In The Sky" " – 1:22
21. "Serve Yourself" – 3:47